# Klostermühle (Düllstadt)
Die ehemalige Klostermühle (Adresse Mühlweg 2, früher Hausnummer 2) im unterfränkischen Düllstadt ist ein denkmalgeschütztes Gebäude. Das Anwesen am Mühlweg im Nordosten des Dorfes wurde lange Zeit als Amtshaus des Klosters Münsterschwarzach genutzt.

## Geschichte
Die Geschichte der Mühle hängt eng mit der Dorfgeschichte von Düllstadt zusammen. Bereits im 13. Jahrhundert wurde das Anwesen erstmals urkundlich erwähnt, wohl zwischen 1250 und 1275. Damals verkaufte das Kloster Münsterschwarzach, der Dorfherr, die Baulichkeiten auf Rückkauf. Während des 16. Jahrhunderts soll das Anwesen dann als Jagdschloss des Würzburger Fürstbischofs Julius Echter von Mespelbrunn gedient haben, obwohl diese Nutzung wohl ins Reich der Legenden zu verweisen ist.
Die Abtei gelangte während des Dreißigjährigen Krieges neuerlich an die Baulichkeiten in Düllstadt. Allerdings mussten die Mönche das Anwesen wenige Jahre später schon wieder für 4000 Gulden veräußern. Nach einem Brand, der die Anlage im Jahr 1700 weitgehend zerstörte, wurde das heutige Haus bereits im Jahr 1701 fertiggestellt. Noch immer dienten die großen Keller unterhalb des Hauses als Aufbewahrungsräume für die Vorräte des Klosters.
Der Einschnitt kam im Jahr 1803, als das Kloster Münsterschwarzach im Zuge der Säkularisation aufgelöst wurde und Düllstadt kurze Zeit später endgültig Teil des Königreichs Bayern wurde. Der ehemalige Amtshof wurde an Privatleute verkauft. Durch die Nähe zum Castellbach, von dem man den Mühlbach ableitete, entstand in den herrschaftlichen Baulichkeiten kurze Zeit später eine Mühle, die von zwei Wasserrädern betrieben wurde. Gleichzeitig wurde auch ein Sägewerk auf dem Grundstück angesiedelt, das vom Wasser des Baches angetrieben wurde.
Nach mehreren Besitzerwechseln gelangte im Jahr 1896 Johann Thomann aus der Erlesmühle bei Wiesentheid und seine Frau Barbara Schwab aus Birklingen in den Besitz der Mühle, die Familie Thomann bewohnt das Anwesen noch immer. Nach Johann Thomann wurde sein jüngster Sohn Wolfgang neuer Müller. Eine Staubexplosion beschädigte im Jahr 1941 das Dach des Hauses und zerstörte Teile der Ausstattung. Anschließend stellte man den Mühlenbetrieb ein und führte noch bis 1972 die Sägearbeiten fort. Heute wird das Haus von Wolfgang Thomann bewohnt, der ein Neffe des ersten Müllers dieses Namens ist.

## Beschreibung

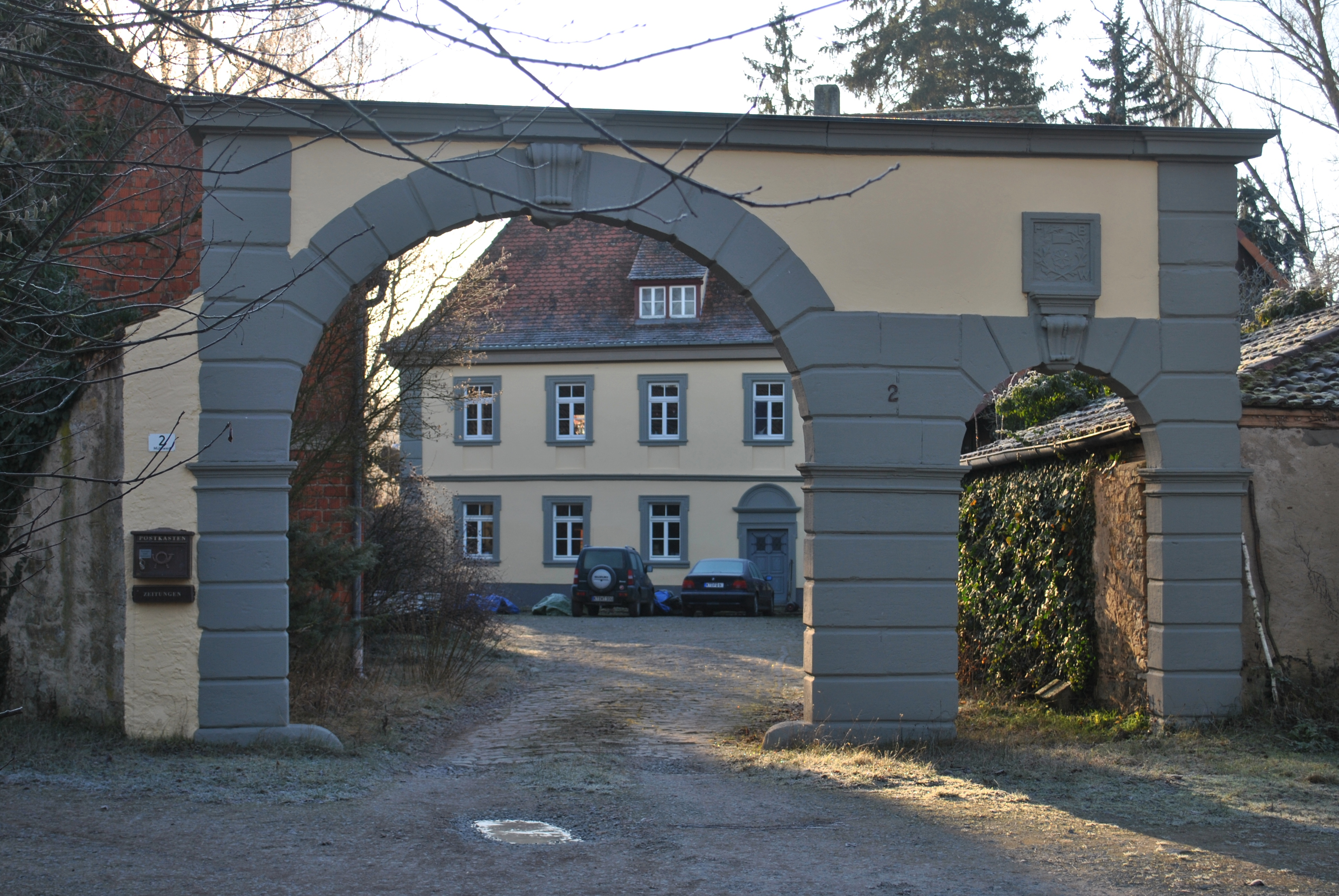
Das Hoftor der Klostermühle

Die ehemalige Klostermühle wird vom Bayerischen Landesamt für Denkmalpflege als Baudenkmal eingeordnet. Das heute als Wohnhaus genutzte Gebäude präsentiert sich als zweigeschossiger Mansarddachbau. Die Fenster des Gebäudes sind geohrt und kennzeichnen es als herrschaftliches Amtsgebäude. Daneben zeichnen Eckpilaster die Klostermühle aus. Ein Geschossgesims trennt das Unter- und Obergeschoss. Das Hauptportal im Zentrum des Bauwerks wurde mit einem Aufbau versehen, in dem die Jahreszahl 1700 angebracht wurde.
Das Hoftor der Anlage, das zum Grundstück vermittelt, weist eine große Durchfahrt und einen kleineren Durchgang auf. Ähnlich wie das Haupthaus wurde das Hoftor mit Eckpilastern ausgestattet. Zwei Gesimse übernehmen die Binnengliederung des Bauwerks. Beide Durchgänge schließen mit einem Rundbogen ab ein Schlussstein wurde als Volute gestaltet. Über dem schmaleren Durchgang ist ein Inschriftenstein zu finden. Darauf zu sehen ist das Mühlrad im Eichenkranz, umschrieben vom Monogramm „H B [?] W“.